# Richard Roeper

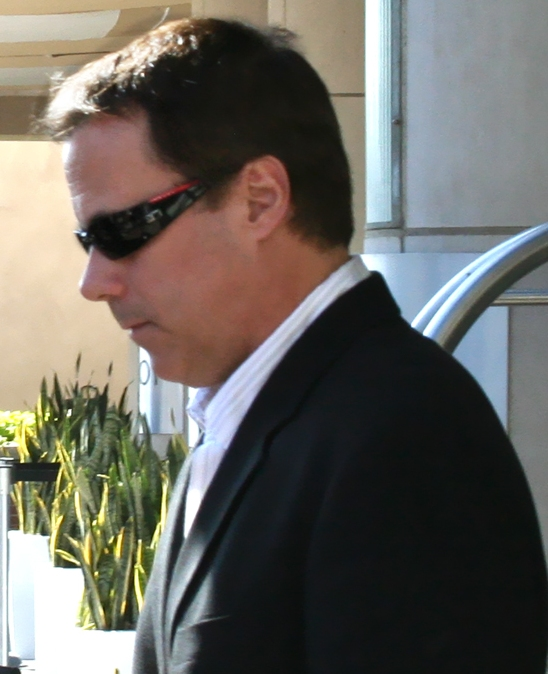
Richard Roeper.

Richard Roeper (17 de octubre de 1959) es un columnista y crítico de cine estadounidense que escribe para el diario estadounidense Chicago Sun-Times. Roeper también fue copresentador de la serie de televisión At the Movies with Ebert & Roeper, al lado de su colega crítico Roger Ebert desde septiembre de 2000 y hasta 2010.
- Datos: Q201882
- Multimedia: Richard Roeper / Q201882